# کاروانسرای شاه‌عباسی (سیوند)

## کاروانسرای شاه عباسی سیوند
کاروانسرای شاه عباسی سیوند که در دوران صفویه بر کنار شهر قدیم سیوند(سیوندخرابه) که پیش از انقلاب قوام شیرازی رعیت‌های عشایر خود را در آن ساکن کرد که امروزه سازمان میراث فرهنگی آن را به نام کاروانسرای قوام آباد به‌دلیل مجاورت باروستای قوام آباد به ثبت رساندهاست این کاروانسرا امروزه بدست اهالی قوام آباد بسیار آسیب دیده و از درب ورودی گردویی آن به عنوان پل مورد استفاده قرار گرفته است.

## تغییرنام میراث صفویه
این کاروانسرا در سالهای اخیرآسیبهای فراوان دیده با آنکه این اثر به نام کاروانسرای سیوند در زمان صفوی در کنار شهر قدیم سیوند یعنی سیوندخرابه ساخته شده است اما در اداره میراث فرهنگی شهرستان مرودشت به عنوان کاروانسرای قوام آباد آورده شده است این درحالی است که قوام فردی متنفذ در زمان قاجار ازخاندان شیرازی‌های کلیمی که بعدها به ظاهر مسلمان و سپس به فرقه بهایت پیوست و عشایر منطقه را رعیت خویش و در قلعه ساکن نمود. و با توجه به اینکه کاروانسرا در کنار سیوندخرابه قرار دارد و در کتیبه آن نام کاروانسرای سیوند در زمان صفوی ثبت شده وبا سیوند کنونی 4 km وبا سعادتشهر30km فاصله دارد اما در سالهای اخیر به اداره میراث فرهنگی سعادت آباد وبا تغییر نام سعادت آباد به سعادتشهر اداره میراث فرهنگی سعادتشهر و در سالهای اخیر به اداره میراث فرهنگی پاسارگاد تغییر نام داده است سپرده شده است.

## تخریب میراث صفویه
نکته نگران‌کننده در سالهای اخیرتخریب کاروانسرا توسط روستای قهماد
(قوام آباد) است به‌طوری‌که کاروانسرا اکنون به عنوان کارگاه خیار شوری و همچنین محل نگهداری دام وگاو وگوسفند اهالی روستا روی به تخریب نهاده است و در گردویی ورودی کاروانسرا توسط اهالی به عنوان پل مورد استفاده قرار گرفته است. و مسئولان مربوطه هیچ کاری انجام نمی‌دهند.